# Col de Moya
Col de Moya ist ein Gebirgspass im Süden der Insel Anjouan im Inselstaat Komoren.

## Geographie
Der Pass liegt auf dem südlichen Ausläufer der Insel und bildet die Verbindung von der Westküste, von Moya zur Ostküste, nach Mrémani und Adda-Douéni, sowie nach Süden nach Kangani.
An den Südhängen entspringen mehrere Flüsse: Assomaï, Itsahou und andere.